# D. J. Fontana
Dominic Joseph Fontana (Shreveport, Luisiana, 15 de março de 1931 - Nashville, Tennessee, 13 de junho de 2018) foi um músico estadunidense.

## Carreira
Mais conhecido por ser o baterista de Elvis Presley durante catorze anos. Junto a Presley, Fontana tocou em 460 gravações de RCA Records.

### Morte
Morreu dormindo, em 13 de junho de 2018, aos 87 anos, em Nashville, nos Estados Unidos.